# Lacourt
Lacourt település Franciaországban, Ariège megyében. Lakosainak száma 201 fő (2022. január 1.). Lacourt Alos, Encourtiech, Erp, Eycheil, Rivèrenert, Soueix-Rogalle és Moulis községekkel határos.

## Népesség
A település népességének változása:
| Lakosok száma | 429  | 361  | 279  | 211  | 199  | 201  | 196  | 193  | 192  | 201  |
|               | 1968 | 1982 | 1990 | 2006 | 2013 | 2015 | 2017 | 2019 | 2020 | 2022 |